# Mário de Noronha
Mário de Lopez da Vasa César Alves de Noronha, né le 15 janvier 1885 à Lapa et mort le 9 juillet 1973 à São Sebastião da Pedreira, est un escrimeur portugais, ayant pour arme l'épée.

## Biographie
Il est médaillé de bronze olympique d'escrime dans l'épreuve d'épée par équipes lors des Jeux olympiques d'été de 1928 à Amsterdam, après avoir terminé quatrième par équipes en 1924 à Paris.